# Tove Maës
Tove Rønnenkamp Maës (født 30. april 1921 i København, død 31. december 2010) var en dansk skuespillerinde.
Tove Maës indledte sin karriere i 1942 på Odense Teater.
Hun er især kendt for en række filmroller. Hun fik debut i Ditte Menneskebarn fra 1946 og spillede Bente i De røde heste fra 1950. Derudover spillede hun den kvindelige hovedrolle i flere andre af Morten Korch-filmatiseringerne fra 1950'erne.
Tove Maës spillede på tv fru byrådssekretær Lilli Lund i Matador og fru Zakariassen i Riget I.
Hun modtog Bodilprisen for bedste kvindelige hovedrolle tre gange: I 1954 for Himlen er blå, i 1971 for Det er nat med fru Knudsen og i 1983 for Felix.

## Filmografi
| År   | Titel                           | Rolle           | Noter                                        |
| ---- | ------------------------------- | --------------- | -------------------------------------------- |
| 1946 | Ditte Menneskebarn              | Ditte           | titelrollen er Toves debut                   |
| 1946 | Billet mrk.                     |                 |                                              |
| 1947 | De pokkers unger                |                 |                                              |
| 1948 | I de lyse nætter                |                 |                                              |
| 1948 | Mens porten var lukket          |                 |                                              |
| 1950 | De røde heste                   | Bente           |                                              |
| 1950 | Mosekongen                      |                 |                                              |
| 1951 | Fodboldpræsten                  |                 |                                              |
| 1951 | Det gamle guld                  |                 |                                              |
| 1951 | Nålen                           |                 |                                              |
| 1954 | Himlen er blå                   |                 | Bodilprisen for bedste kvindelige hovedrolle |
| 1956 | Flintesønnerne                  |                 |                                              |
| 1957 | Skarpe skud i Nyhavn            |                 |                                              |
| 1958 | Over alle grænser               |                 |                                              |
| 1961 | Sorte Shara - Alarm i Østersøen |                 |                                              |
| 1962 | Det stod i avisen               |                 |                                              |
| 1963 | Bussen                          |                 |                                              |
| 1965 | Jeg - en kvinde                 |                 |                                              |
| 1966 | Jeg - en elsker                 |                 |                                              |
| 1966 | Utro                            |                 |                                              |
| 1966 | Gys og gæve tanter              |                 |                                              |
| 1967 | Jeg - en marki                  |                 |                                              |
| 1967 | Elsk din næste                  |                 |                                              |
| 1969 | Manden der tænkte ting          |                 |                                              |
| 1969 | Sangen om den røde rubin        |                 |                                              |
| 1969 | Helle for Lykke                 |                 |                                              |
| 1970 | Tre slags kærlighed             |                 |                                              |
| 1971 | Det er nat med fru Knudsen      | fru Knudsen     | Bodilprisen for bedste kvindelige hovedrolle |
| 1972 | Præsten i Vejlby                |                 |                                              |
| 1973 | Mig og Mafiaen                  |                 |                                              |
| 1975 | Ta' det som en mand, frue       |                 |                                              |
| 1976 | Gangsterens lærling             |                 |                                              |
| 1978 | Hvem myrder hvem?               |                 |                                              |
| 1979 | Historien om en moder           |                 |                                              |
| 1980 | Trællenes børn                  |                 |                                              |
| 1982 | Felix                           |                 | Bodilprisen for bedste kvindelige hovedrolle |
| 1987 | Hip Hip Hurra!                  |                 |                                              |
| 1987 | Sidste akt                      |                 |                                              |
| 1989 | Dansen med Regitze              |                 |                                              |
| 1989 | Isolde                          |                 |                                              |
| 1990 | Manden der ville være skyldig   |                 |                                              |
| 1994 | Bryllupsfotografen              |                 |                                              |
| 1994 | Riget I                         | fru Zakariassen | tv-serie                                     |

- Billet mrk. (1946)
- Ditte Menneskebarn (1946)
- De pokkers unger (1947)
- I de lyse nætter (1948)
- Mens porten var lukket (1948)
- De røde heste (1950)
- Mosekongen (1950)
- Fodboldpræsten (1951)
- Det gamle guld (1951)
- Nålen (1951)
- Himlen er blå (1954)
- Flintesønnerne (1956)
- Skarpe skud i Nyhavn (1957)
- Over alle grænser (1958)
- Sorte Shara – Alarm i Østersøen (1961)
- Det stod i avisen (1962)
- Bussen (1963)
- Jeg - en kvinde (1965)
- Jeg - en elsker (1966)
- Utro (1966)
- Gys og gæve tanter (1966)
- Jeg - en marki (1967)
- Elsk din næste (1967)
- Manden der tænkte ting (1969)
- Sangen om den røde rubin (1969)
- Helle for Lykke (1969)
- Tre slags kærlighed (1970)
- Det er nat med fru Knudsen (1971)
- Præsten i Vejlby (1972)
- Mig og Mafiaen (1973)
- Ta' det som en mand, frue (1975)
- Gangsterens lærling (1976)
- Hvem myrder hvem? (1978)
- Historien om en moder (1979)
- Trællenes børn (1980)
- Felix (1982)
- Hip Hip Hurra (1987)
- Sidste akt (1987)
- Dansen med Regitze (1989)
- Isolde (1989)
- Manden der ville være skyldig (1990)
- Bryllupsfotografen (1994)
- Riget I (1994)